# Vandal-cliche
Le vandal-cliche B est un cépage blanc québécois.

## Origine

### Historique
Ce cultivar a été obtenu en 1989 par Joseph-O. Vandal et Mario Cliche à partir des cépages grands-parents aurore, chancellor, Prince of Wales et vitis riparia

### Aire géographique
Le vignoble de Sainte-Pétronille fut le premier à en cultiver de manière commerciale. Depuis, il a été adopté par bon nombre de vignobles québécois et sert notamment à l'élaboration de mistelles sur l'Île d'Orléans.

## Caractères ampélographiques
Le plant atteint à maturité une hauteur de 2 m et une largeur de 1 m.
Il produit des grappes compactes de raisins blancs de grosseur moyenne.

## Aptitudes

### Culturales
Sa grande rusticité lui permet de résister au froid : jusqu'à -35 °C sans protection.

### Sensibilité aux maladies
Le vandal-cliche est sensible à de multiples maladies (dont le mildiou, le chancre et l'excoriose), ce qui nécessite de le cultiver sur des sites venteux et ensoleillés.

### Aptitudes œnologiques
Le vandal-cliche est dit rustique et précoce, très productif (10 tonnes par acre) et de belle maturité, ce qui le rend très adapté aux vignobles les plus septentrionaux.
Récolté avant maturité pour éviter le goût foxé, il produit d'excellents vins aux arômes de poire, de pomme et de melon.